# Macedonio (nome)
Macedonio  è un nome proprio di persona italiano maschile.

## Varianti
- Maschili: Macedone[1]
- Femminili: Macedonia[2][3]

### Varianti in altre lingue
- Catalano: Macedoni[4]
- Corso: Macedoniu
- Francese: Macédoine
- Greco antico: Μακεδόνιος (Makedonios), Μακηδόνιος (Makidonios)
- Greco moderno: Μακεδόνιος (Makedonios), Μακηδόνιος (Makīdonios)
- Latino: Macedonius[1]
- Polacco: Macedoniusz
- Portoghese: Macedônio
- Rumeno: Macedonie
- Russo: Македоний (Makedonij)
- Spagnolo: Macedonio[4], Macedón[4]

## Origine e diffusione
Deriva dal nome etnico di tarda epoca greca Μακεδόνιος (Makedonios), trasportato poi nel latino Macedonius, al femminile Macedonia, e vuol dire "originario della Macedonia", regione storica dei Balcani. Di identico significato è il nome Macedone, di diretta origine latina, che comunque è sostanzialmente una sua variante.
In Italia è raro, e attestato quasi solo al maschile; è presente sporadicamente nel Nord e in Toscana.

## Onomastico
L'onomastico si può festeggiare in una delle date seguenti:
- 24 gennaio, san Macedonio "Criptofago", eremita e taumaturgo in Siria[6][7]
- 13 marzo (in qualche località il 24 gennaio), san Macedonio, martire a Nicomedia con la moglie Patrizia e la figlia Modesta[4][5][8][9]
- 23 marzo, san Macedonio, martire con altri compagni in Illiria[10]
- 27 marzo, san Macedone, martire sotto Adriano con i genitori Fileto e Lidia e il fratello Teoprepio[11]
- 25 aprile, san Macedonio, patriarca di Costantinopoli[12]
- 19 luglio (o 12[13] o 13 settembre[5]), san Macedonio, martire a Meri (Frigia) con i santi Taziano e Teodulo[8]

## Persone
- Macedonio, patriarca di Aquileia

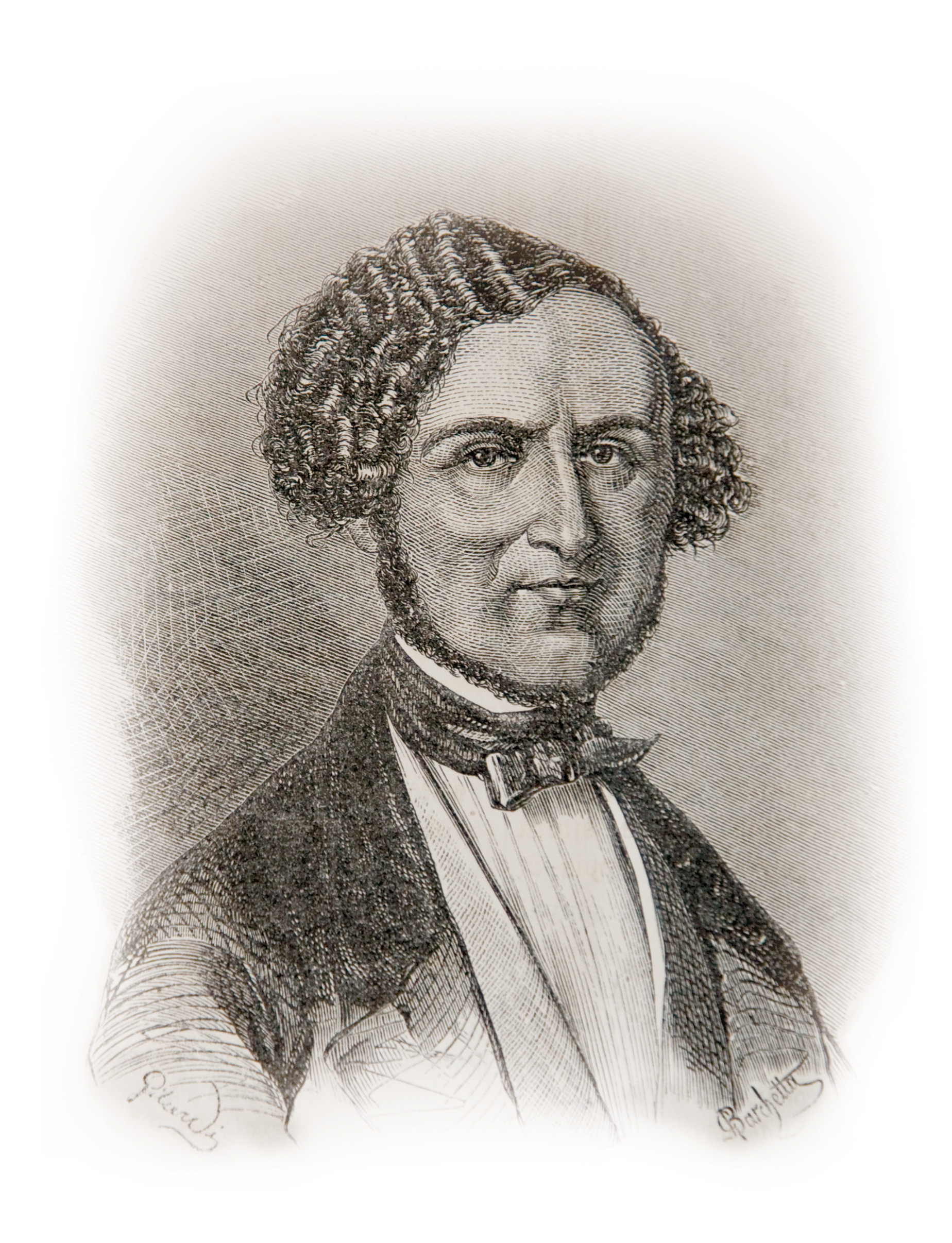
Macedonio Melloni

- Macedonio di Tessalonica, scrittore bizantino
- Macedonio Fernández filosofo e poeta argentino
- Macedonio Melloni, fisico e patriota italiano